# NGC 4835
NGC 4835 (другие обозначения — ESO 269-19, AM 1255-455, IRAS12552-4559, PGC 44409) — галактика в созвездии Центавр.
Две независимые оценки дают расстояние до NGC 4835 в диапазонах 110 – 115 и 55 – 105 миллионов световых лет соответственно. Расположенная рядом галактика PGC 516792 скорее всего является спутником NGC 4835.
В 1983 году в галактике NGC 4835 обнаружен мощный источник инфракрасного излучения, классифицируемый как SAB(rs)bc.
Этот объект входит в число перечисленных в оригинальной редакции «Нового общего каталога».